# Jogos Sul-Americanos de 1990
Os Jogos Sul-Americanos de 1990 (em espanhol: Juegos Sudamericanos, em inglês: South American Games), decorridos entre 1 e 10 de dezembro, foram realizados em Lima, no Peru. 
Nesta edição reuniram-se dez nações, em um total de 1 070 atletas, que competiram em dezesseis esportes. Enquanto a Colômbia absteve-se do direito de participação, o Suriname foi a nação estreante.

## Países participantes
- Argentina
- Brasil
- Bolívia
- Chile
- Equador
- Peru
- Paraguai
- Suriname
- Uruguai
- Venezuela

## Esportes
| - Atletismo - Beisebol - Boliche - Boxe | - Ciclismo - Esgrima - Natação - Ginástica artística | - Halterofilismo - Iatismo - Judô - Wrestling | - Tênis - Tênis de mesa - Taekwondo - Tiro desportivo |

## Quadro de medalhas
| Ordem | País      | Medalha de ouro | Medalha de prata | Medalha de bronze | Total |
| ----- | --------- | --------------- | ---------------- | ----------------- | ----- |
| 1     | Argentina | 68              | 73               | 46                | 187   |
| 2     | Peru      | 50              | 59               | 76                | 185   |
| 3     | Chile     | 40              | 38               | 60                | 138   |
| 4     | Brasil    | 37              | 21               | 19                | 77    |
| 5     | Venezuela | 27              | 22               | 15                | 64    |
| 6     | Equador   | 21              | 23               | 18                | 62    |
| 7     | Uruguai   | 13              | 13               | 15                | 41    |
| 8     | Bolívia   | 2               | 9                | 24                | 35    |
| 9     | Suriname  | 2               |                  | 1                 | 3     |
| 10    | Paraguai  |                 | 4                | 2                 | 6     |
| TOTAL | TOTAL     | 260             | 262              | 276               | 798   |